# Michał J. Zabłocki
Michał J. Zabłocki (ur. 5 lipca 1950 we Wrocławiu) – polski producent filmowy, scenarzysta, były dyrektor Wytwórni Filmów Fabularnych we Wrocławiu.

## Życiorys
W 1989 ukończył studia podyplomowe "Marketing w kulturze i sztuce" w Wyższej Szkole Ekonomicznej we Wrocławiu.
Od 1989 do 1991 był dyrektorem Wytwórni Filmów Fabularnych we Wrocławiu. W 1991 został wybrany na prezesa Studia Filmowego Montevideo, które zajmuje się działalnością wydawniczą. Był wykładowcą Wydziału Radia i Telewizji Uniwersytetu Śląskiego w Katowicach (1989-2005). W latach 2004–2006 był dyrektorem Agencji Producentów Filmowych. Przez ok. rok (2008–2009) był zastępcą dyrektora ds. programowych IF Silesia-Film.
Oprócz tego, jest też autorem kilku pozycji książkowych.

## Twórczość

### Książki
- Kinematografia Telewizja i Wideo w Polsce – leksykon teleadresowy (wyd. 2001/2002 i  2004/2005), wyd. Studio Filmowe Montevideo, ISBN 83-907337-8-1 (wydanie z 2004)
- Słownik terminologii filmowej: angielsko-polski (z Remigiuszem Bocianem), Warszawa, Wydawnictwo Wojciech Marzec, 2008, ISBN 978-83-922604-8-6
- Organizacja produkcji filmu fabularnego w Polsce, Warszawa, Wydawnictwo Wojciech Marzec, 2013, ISBN 978-83-932657-4-9
- Ekipa filmowa: przedmiot umowy i zakres obowiązków oraz słownik terminologii – Tom V, Cineo Publishing, 2022 ISBN 978-83-956642-4-3

Źródło: Film Polski

### Filmografia
- Na drodze (2017) jako konsultant produkcyjny
- Carte Blanche (2015) jako producent liniowy
- Chce się żyć (2013)
- Trick (2010 – film fabularny, 2012 – serial)
- Stracony czas (2008)
- Job, czyli ostatnia szara komórka (2006)
- Terapia (2003)
- Show (2003)
- Suplement (2002)
- Na srebrnym globie (1987)
- Klątwa doliny węzy (1987)
- W zawieszeniu (1989)
- Ognisty anioł (1985)
- Trzy młyny (1984)
- Szkatułka z Hongkongu (1983)
- Sny i marzenia (1983)
- Popielec (1982)
- Wielka majówka (1981)
- Przed odlotem (1980)
- Panienki (1980)

Źródło: Film Polski

## Nagrody i odznaczenia
- Brązowy Krzyż Zasługi (1983)
- Odznaka "Zasłużony Działacz Kultury" (1983)
- List gratulacyjny Ministra Kultury i Dziedzictwa Narodowego z okazji 40-lecia pracy w kinematografii (2012)
- "Kryształowy Alumnus" –  nagroda Uniwersytetu Ekonomicznego we Wrocławiu za wybitne osiągnięcia na polu kultury
- Brązowy Medal „Zasłużony Kulturze Gloria Artis” (2020)[1]